# Lindig
Lindig é um município da Alemanha localizado no distrito de Saale-Holzland, estado de Turíngia.
Pertence ao Verwaltungsgemeinschaft de Südliches Saaletal.

## Demografia
Evolução da população:
| - 1806 - 264 - 1842 - 340 - 1990 - 330 - 1933 - 364 |